# Vicariato apostolico di Puerto Princesa
Il vicariato apostolico di Puerto Princesa (in latino: Vicariatus Apostolicus Portus Principis in Philippinis) è una sede della Chiesa cattolica nelle Filippine immediatamente soggetta alla Santa Sede. Nel 2022 contava 529.897 battezzati su 826.695 abitanti. È retto dal vescovo Socrates Calamba Mesiona, M.S.P.

## Territorio
Il vicariato apostolico comprende la parte meridionale e centrale della provincia filippina di Palawan.
Sede del vicariato è la città di Puerto Princesa, dove si trova la cattedrale dell'Immacolata Concezione.
Il territorio è suddiviso in 36 parrocchie.

## Storia
La prefettura apostolica di Palawan fu eretta il 10 aprile 1910, ricavandone il territorio dalla diocesi di Jaro (oggi arcidiocesi).
Il 3 luglio 1955 la prefettura apostolica fu elevata a vicariato apostolico con la bolla Ad Christi regnum di papa Pio XII.
Il 26 marzo 2002 ha ceduto 16 parrocchie a vantaggio dell'erezione del vicariato apostolico di Taytay e il giorno successivo ha assunto il nome attuale in forza della bolla Diligentem sane curam di papa Giovanni Paolo II.

## Cronotassi dei vescovi
Si omettono i periodi di sede vacante non superiori ai 2 anni o non storicamente accertati.
- Vittoriano Román Zárate di S. Giuseppe, O.A.R. † (21 aprile 1911 - 1936 dimesso)
- Leandro Nieto y Bolandier, O.A.R. † (25 novembre 1938 - 1942 dimesso)
- Gregorio Espiga e Infante, O.A.R. † (8 luglio 1954 - 18 dicembre 1987 ritirato)
- Francisco Capiral San Diego (18 dicembre 1987 succeduto - 12 luglio 1995 nominato vescovo di San Pablo)
- Pedro Dulay Arigo (23 febbraio 1996 - 28 ottobre 2016 ritirato)
- Socrates Calamba Mesiona, M.S.P., dal 28 ottobre 2016

## Statistiche
Il vicariato apostolico nel 2022 su una popolazione di 826.695 persone contava 529.897 battezzati, corrispondenti al 64,1% del totale.
| anno | popolazione | popolazione | popolazione | presbiteri | presbiteri | presbiteri | presbiteri                | diaconi | religiosi | religiosi | parrocchie |
| anno | battezzati  | totale      | %           | numero     | secolari   | regolari   | battezzati per presbitero | diaconi | uomini    | donne     | parrocchie |
| ---- | ----------- | ----------- | ----------- | ---------- | ---------- | ---------- | ------------------------- | ------- | --------- | --------- | ---------- |
| 1950 | 82.568      | 110.600     | 74,7        | 20         | 7          | 13         | 4.128                     |         |           |           | 12         |
| 1970 | 183.680     | 233.678     | 78,6        | 33         | 16         | 17         | 5.566                     |         | 17        | 46        |            |
| 1980 | 258.638     | 340.795     | 75,9        | 50         | 39         | 11         | 5.172                     |         | 11        | 49        | 27         |
| 1990 | 386.296     | 528.866     | 73,0        | 42         | 39         | 3          | 9.197                     |         | 3         | 43        | 30         |
| 1999 | 490.605     | 685.304     | 71,6        | 50         | 49         | 1          | 9.812                     |         | 1         | 48        | 37         |
| 2001 | 503.855     | 709.289     | 71,0        | 61         | 60         | 1          | 8.259                     |         | 1         | 55        | 37         |
| 2002 | 376.726     | 443.208     | 85,0        | 29         | 26         | 3          | 12.990                    |         | 3         | 38        | 21         |
| 2003 | 373.142     | 466.427     | 80,0        | 28         | 22         | 6          | 13.326                    |         | 8         | 42        | 24         |
| 2004 | 379.377     | 472.678     | 80,3        | 40         | 34         | 6          | 9.484                     |         | 8         | 50        | 25         |
| 2010 | 419.768     | 612.014     | 68,6        | 39         | 29         | 10         | 10.763                    |         | 13        | 39        | 35         |
| 2014 | 443.000     | 652.000     | 67,9        | 50         | 36         | 14         | 8.860                     |         | 17        | 50        | 35         |
| 2017 | 486.592     | 707.445     | 68,8        | 62         | 38         | 24         | 7.848                     |         | 27        | 58        | 29         |
| 2020 | 529.686     | 736.520     | 71,9        | 60         | 38         | 22         | 8.828                     |         | 26        | 55        | 35         |
| 2022 | 529.897     | 826.695     | 64,1        | 59         | 37         | 22         | 8.981                     |         | 27        | 52        | 36         |